# Ostflucht
L'Ostflucht (littéralement fuite de l'Est) est le nom donné à l'immigration à partir des années 1850 d'habitants des anciens territoires orientaux de l'Allemagne, comme la province de Prusse-Orientale, la province de Silésie et la province de Posnanie vers les territoires plus industrialisés de la Rhénanie, plus particulièrement de la Ruhr. Parmi ces immigrants, nombreux étaient d'origine polonaise, plus tard surnommés les Ruhrpolen.

## Source
- (en) Cet article est partiellement ou en totalité issu de l’article de Wikipédia en anglais intitulé « Ostflucht » (voir la liste des auteurs).